# Communauté de communes du Vouglaisien
Die Communauté de communes du Vouglaisien ist ein ehemaliger französischer Gemeindeverband mit der Rechtsform einer Communauté de communes im Département Vienne in der Region Nouvelle-Aquitaine. Sie wurde am 1. Dezember 1997 gegründet und umfasste 13 Gemeinden. Der Verwaltungssitz befand sich im Ort Vouillé.

## Historische Entwicklung
Mit Wirkung vom 1. Januar 2017 fusionierte der Gemeindeverband mit
- Communauté de communes du Neuvillois sowie
- Communauté de communes du Mirebalais

und bildete so die Nachfolgeorganisation Communauté de communes du Haut-Poitou. Gleichzeitig schloss sich die Gemeinde Le Rochereau mit der aus der Communauté de communes  du Mirebalais stammenden Gemeinde Champigny-le-Sec zu einer
Commune nouvelle unter dem Namen Champigny-en-Rochereau zusammen.

## Ehemalige Mitgliedsgemeinden
1. Ayron
2. Benassay
3. Chalandray
4. La Chapelle-Montreuil
5. Chiré-en-Montreuil
6. Frozes
7. Latillé
8. Lavausseau
9. Maillé
10. Montreuil-Bonnin
11. Quinçay
12. Le Rochereau
13. Vouillé